# Departamento Rinconada
Rinconada es un departamento en la provincia de Jujuy, en el norte de la Argentina. Según el INDEC en 2010 tiene 2488 habitantes.

## Historia
La región que actualmente ocupa el departamento Rinconada estuvo poblada desde épocas prehispánicas. La evidencia más clara es la presencia de los restos arqueológicos conocidos como Pucará de Rinconada, culturalmente integrados al Camino Principal Andino, ubicados a poca distancia de la laguna Pozuelos y a unos 15 km de la localidad cabecera del departamento.

Las construcciones ocupan una superficie de unos 15 000 m² y presentan la particularidad de una red extensa y compleja de canales de agua, muchos de ellos en el interior de los recintos y que en algunos casos están abiertos por debajo de los muros. En el sitio se han hallado gran cantidad de pinturas rupestres, algunas de las cuales han sido ampliamente estudiadas. Se estima que la región cercana a la laguna de Pozuelos estuvo poblada, posiblemente de modo intermitente, desde el 950 d. C. En épocas posteriores, hacia el 1250 d. C., la población dispersa fue concentrándose en el área del pucará, en busca de la relativa seguridad que el sitio ofrecía.
La existencia de metales preciosos en la región, confirmada desde las primeras décadas de la etapa colonial, impulsó la instalación temprana de explotaciones mineras que, en algunos casos, incluyeron estructuras para el procesamiento del mineral, con técnicas de metalurgia similares a las utilizadas en las explotaciones del Potosí. Los documentos de la época dan cuenta del entramado de relaciones y conflictos derivados del dominio territorial generados a partir de la riqueza aurífera de la zona. La localidad de Rinconada era conocida como Valle Rico, en alusión a dicha riqueza minera. En la actualidad, se pueden visitar las entradas de las minas explotadas durante los siglos XVII y XVIII, ubicadas en inmediaciones de la calle principal de la localidad.

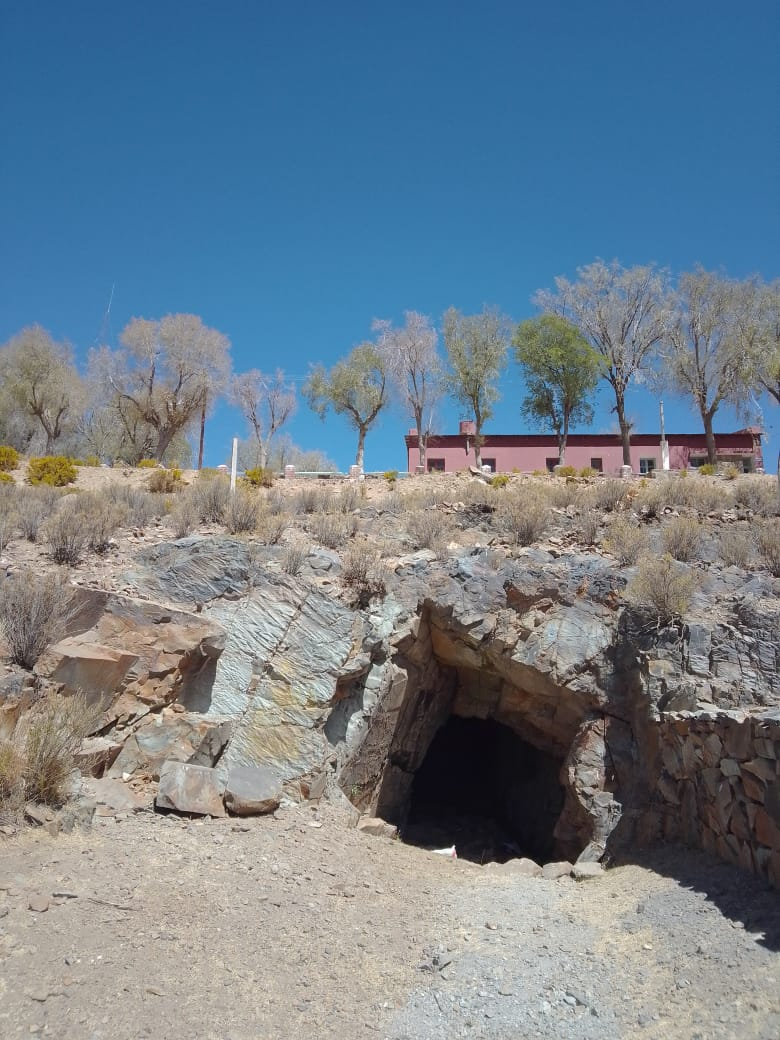
Socavón en la localidad de Rinconada, evidencia de antiguas actividades mineras

En el siglo XX, como consecuencia de la rectificación fronteriza debida al tratado de límites entre Argentina y Bolivia firmado el 9 de julio de 1925, y puesto en vigor el 11 de octubre de 1938 la provincia de Jujuy incorporó el 14 de octubre de 1943 territorios ubicados al norte del paralelo 23° Sur, que fueron anexados a los departamentos Rinconada y Santa Catalina. Estos fueron cedidos a la provincia por ley nacional:

Art.2º- La zona situada al norte de Los Andes, sobre el paralelo 23° que culmina en el cerro Branqui, que fuera cedida a la Nación en virtud del protocolo Carrillo y que Jujuy siempre alegó derechos de posesión, pasará a integrar el territorio de dicha provincia,(...)

Estos territorios habían pasado a jurisdicción argentina durante la demarcación fronteriza realizada entre 1939 y 1940 y correspondían al cantón boliviano de San Pablo de Lípez. El departamento Rinconada recibió los distritos de Populos y Vilama, que corresponden al sector oeste y sudoeste del departamento.
El 13 de octubre de 1943 la provincia de Jujuy tomó posesión del departamento de Susques que pertenecía al extinguido Territorio Nacional de los Andes,

## Superficie, límites y acceso
El departamento tiene una superficie de 6407 km², lo que al año 2010 determina una densidad de 0.4 hab/km².

Limita al norte con los departamentos de Santa Catalina y Yavi, al oeste con las repúblicas de Bolivia y Chile, al sur con el departamento de Susques y al este con el departamento de Cochinoca.

La principal vía de acceso al departamento es la ruta provincial RP 7.

## Población
Según el INDEC en 2010 el departamento tenía 2488 habitantes, revirtiendo levemente la tendencia decreciente que evidenció el censo anterior.
Para el censo 2022 el departamento registró 1802  habitantes. Esto representó una baja en la cantidad de personas del -27,6%, arriba del crecimiento poblacional provincial.Estos datos le valieron ser el departamento con menor con población, segundo menos denso y el segundo que más decreció de la provincia.
| Gráfica de evolución demográfica de Departamento Rinconada entre 1991 y 2022 |
|                                                                              |
| Fuente: censos nacionales del INDEC                                          |

## Localidades y parajes
La población del departamento se distribuye en una serie de pequeñas localidades de carácter rural.
- Nuevo Pirquitas (Mina Pirquitas) 672 hab.
- Rinconada 351 hab.
- Lagunillas del Farallón 264 hab.
- Loma Blanca 134 hab.
- Coyaguaima 83 hab.
- Orosmayo 82 hab.
- Casa Colorada  59 hab.
- Liviara 46 hab.

El resto de la población de carácter disperso se encuentra en una serie de parajes aislados, en algunos casos deshabitados o solo habitados ocasionalmente.
- Mina Pan de Azúcar
- Antiguyo
- Carahuasi
- Casti
- Ciénaga Grande
- Cincel
- Esquina Blanca
- Laguna Larga
- Tiomayo
- Ojo de Agua
- Pozuelos
- Ramadas
- Santo Domingo
- Uquillayoc
- Vizcachayoc

## Salud y educación
El departamento cuenta con 10 centros de salud, la mayoría de ellos dedicados a la atención primaria, distribuidos entre las distintas localidades.
Según datos oficiales, en el año 2011 el departamento contaba con un total de 36 establecimientos educativos, la totalidad de ellos de gestión pública, que atienden los requerimientos de niños y jóvenes desde el jardín de infantes hasta el nivel de educación secundaria.
COLEGIO POLIMODAL N° 4
El colegio se creó el 16 de abril de 2001, las actividades escolares son en turno tarde. Con la aplicación de la Resolución 7621-E-17, se produce la transformación progresiva del Nivel secundario bajo la orientación de : Ciencias Sociales y Humanidades.

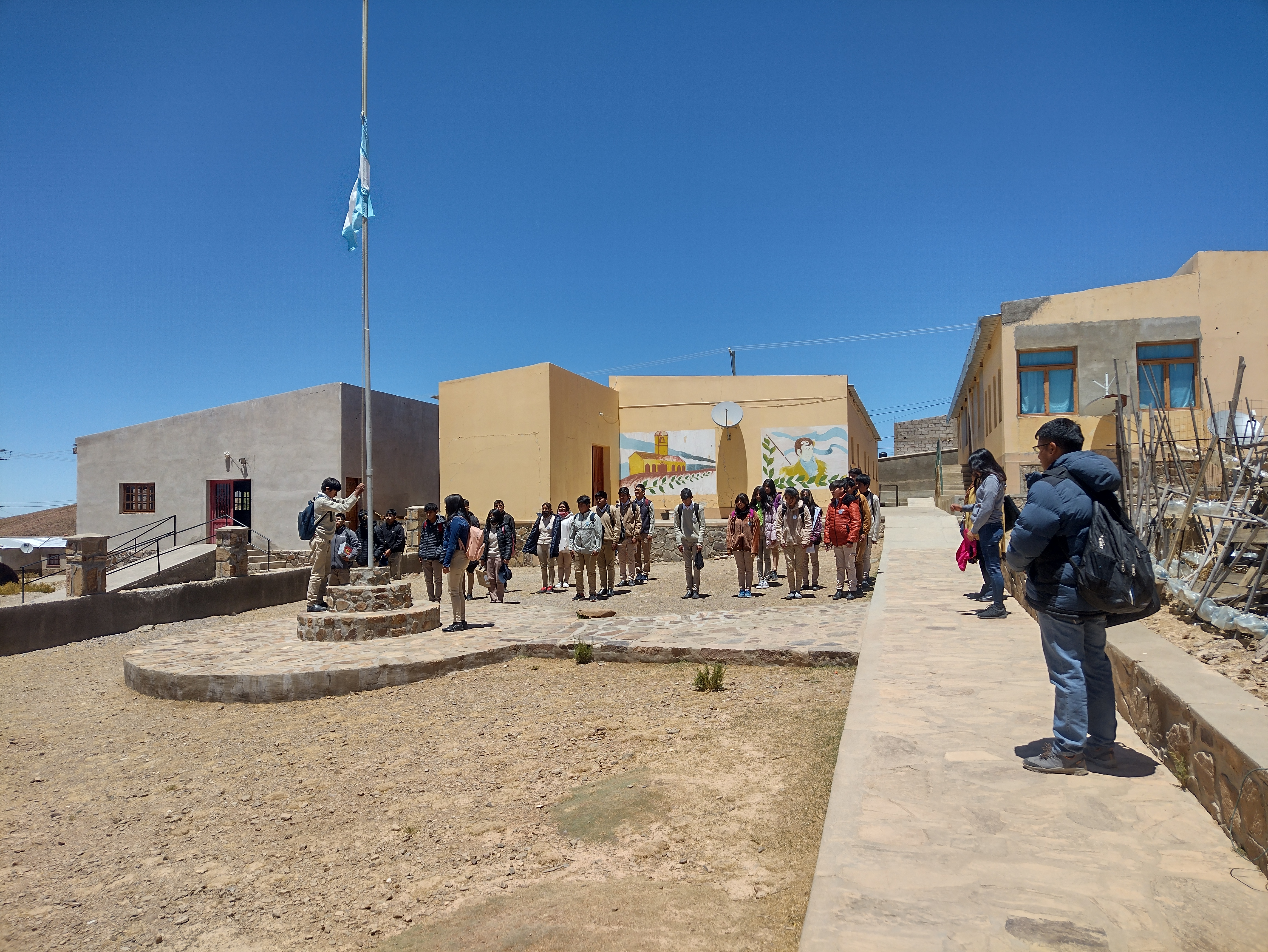
Ingreso a las 14 hs.

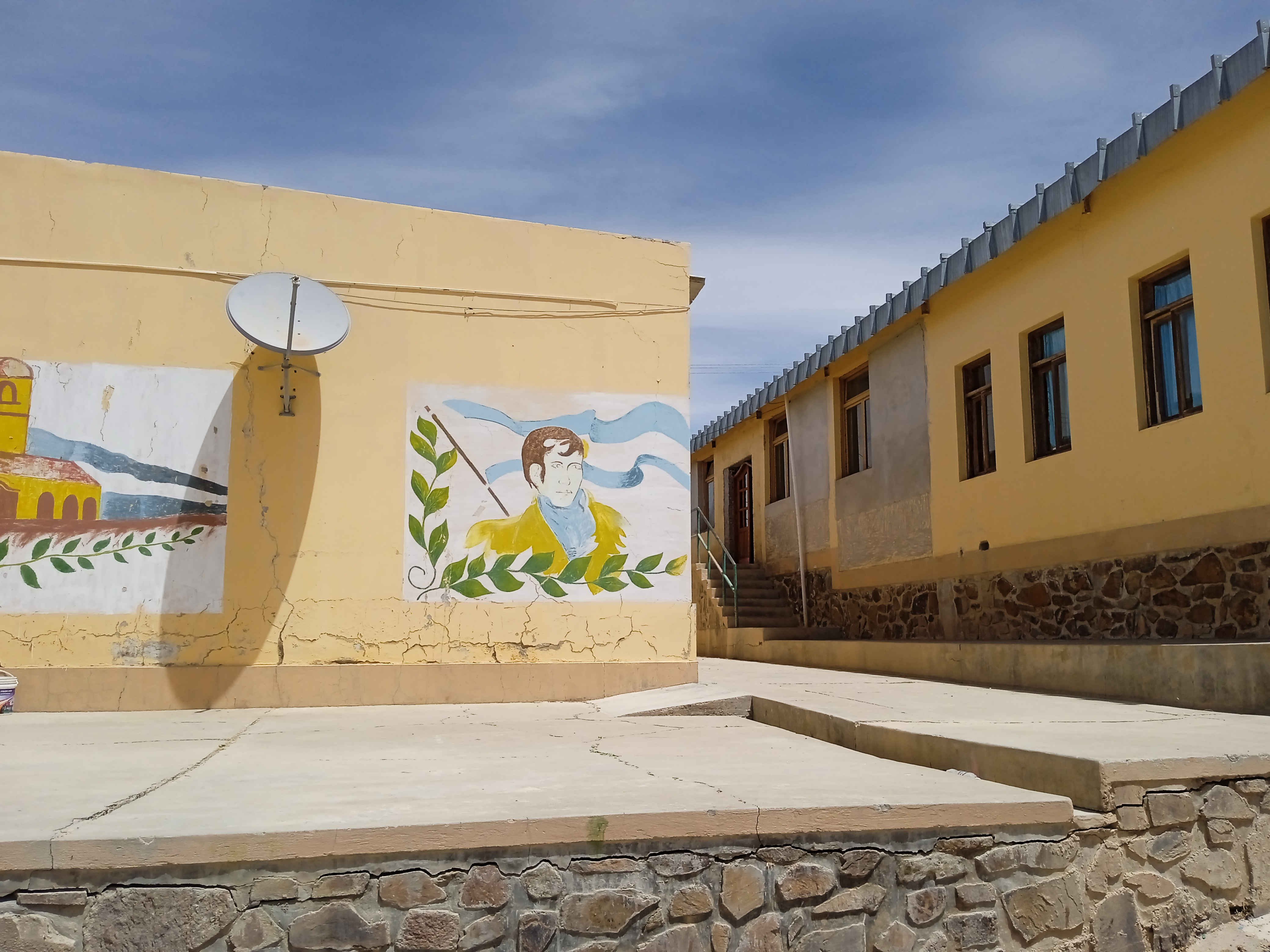
Ingreso al Polimodal 4

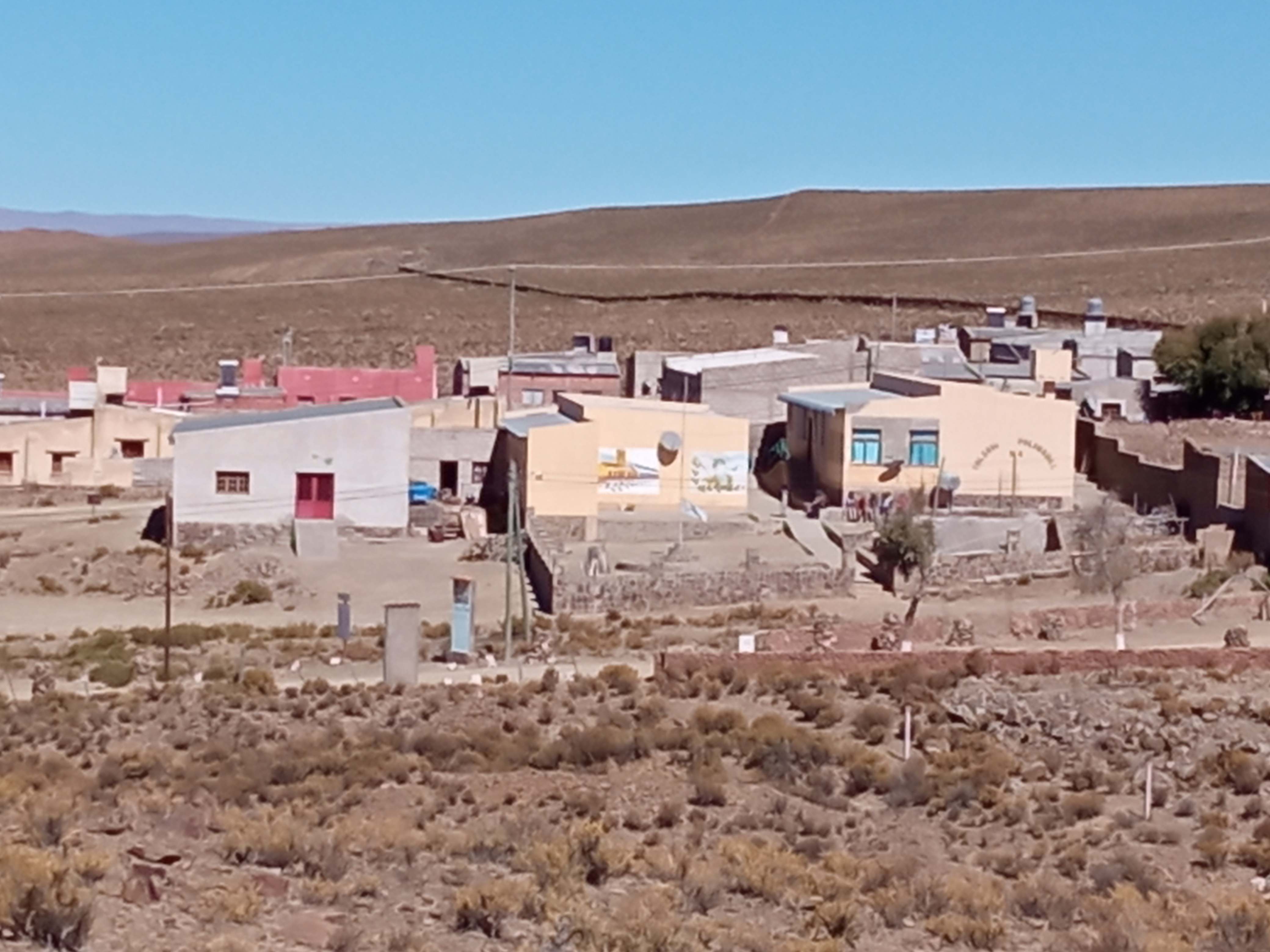
El colegio polimodal N°4 de Rinconada -Jujuy-Argentina

## Actividades productivas
El departamento está caracterizado por su relativo aislamiento, su escasa población y su clima riguroso, propio de la ecorregión puna. 

La actividad productiva del departamento se reduce a la vinculada directa o indirectamente a la exploración Mina Pirquitas, importante yacimiento argentifero explotado desde las primeras décadas del siglo XX.

Esta única actividad productiva crea un riesgo latente de crisis social, como ocurrió en la década de 1980, cuando una baja en la industria minera produjo el cierre inesperado de la mina y la consecuente cancelación de todos los puestos de trabajo.

El los primeros meses de 2016 se anunció en cierre de la mina Pirquitas, planificado en etapas y que culminará en marzo de 2017 con la cancelación de 800 puestos de trabajo, aproximadamente. A fin de contrarrestar los efectos sociales de esta masiva desocupación, existen planes para promover microemprendimientos orientados a la producción de quinoa y otros cultivos de altura, actividades orientadas al turismo, etc.

## Áreas naturales protegidas
En la zona cercana al límite internacional se encuentra la Reserva provincial altoandina de La Chinchilla, antes conocida como Reserva provincial Lagunas de Vilama.

En el sector oriental del departamento se encuentra el Monumento natural Laguna de los Pozuelos.

## Sismicidad
La sismicidad del área de Jujuy es frecuente y de intensidad baja, y un silencio sísmico de terremotos medios a graves cada 40 años.
- Sismo de 1863: aunque dicha actividad geológica catastrófica, ocurre desde épocas prehistóricas, el terremoto del 4 de enero de 1863 (162 años),[26] señaló un hito importante dentro de la historia de eventos sísmicos jujeños, con 6.4 Richter.[25]
- Sismo de 1948: el 25 de agosto de 1848 (176 años) con 7.0 Richter, el cual destruyó edificaciones y abrió numerosas grietas en inmensas zonas[26][25]
- Sismo de 2011: el 6 de octubre de 2011 (13 años) con 6.2 Richter, produjo rotura de vidrios y mampostería.[25]